# Tlustá Tonka
Tlustá Tonka byla jedle bělokorá v severnější části bukojedlového pralesa Salajka u Frýdku-Místku v česko-slovenském pomezí v katastru obce Bílá na Moravě. Jedle byla údajně přes 500 let stará, před svým poražením byla největší a nejstarší jedlí beskydských lesů.

## Popis
Jedle měla zlomenou špici, o kterou přišla při vichřici roku 1930. Bez ní měřila 37 m a měla 35 m³ dřevní hmoty. Okolo tohoto roku se objevují první záznamy o tomto stromu, kdy si lidé začali jeho rozměrové výjimečnosti všímat. Nad kořenovými náběhy po obvodu měla jedle necelých sedm metrů, v prsní výšce (asi 1,3 m) potom asi 5,3 m (tj. 1,98 m průměr). Objem měla před zlomením špice cca 55 m³, výšku asi 50 m. Tlustá Tonka padla v roce 1942 nebo snad až při vichřici v roce 1953.